# Republikanischer Schutzbund

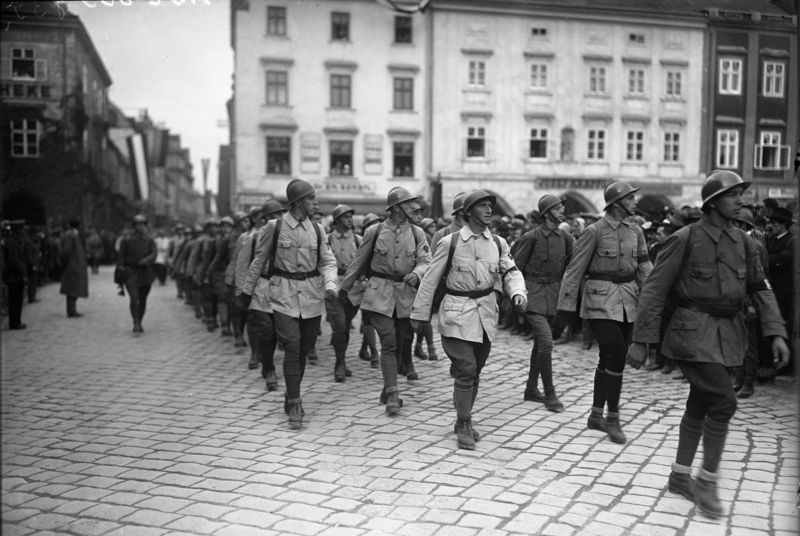
Republikanischer Schutzbund em marcha, 1930

O Republikanischer Schutzbund (de, "Liga de Proteção Republicana") foi uma organização paramilitar austríaca fundada em 1923 pelo Partido Social-Democrata da Áustria (SDAPÖ) para defender a Primeira República Austríaca diante da crescente radicalização política após a Primeira Guerra Mundial.
O Schutzbund, cujo número de membros atingiu cerca de 100.000 homens em 1925, era armado e organizado em moldes militares. Durante a Revolta de Julho de 1927, colaborou com as autoridades para conter a violência, mas ficou à margem do Putsch de Pfrimer em setembro de 1931, pois este fracassou rapidamente.
Sob o governo austrofascista de Engelbert Dollfuss, o Schutzbund foi banido em 31 de março de 1933, e a polícia austríaca começou a prender seus membros e confiscar armas. Em 12 de fevereiro de 1934, quando as forças governamentais tentaram revistar a sede do partido social-democrata em Linz em busca de armamento, membros locais do Schutzbund abriram fogo, desencadeando a Guerra Civil Austríaca. O Schutzbund foi rapidamente derrotado pela superioridade numérica e de armamentos da polícia e do Exército Austríaco. Muitos membros foram presos e nove homens foram executados, entre eles líderes proeminentes da organização. O Partido Social-Democrata foi banido, e com ele o Republikanischer Schutzbund deixou de existir.

## História

### 1918–1927

#### Organizações precursoras
Devido à desordem política e administrativa na Áustria no pós-guerra imediato, a segurança pública não podia ser garantida apenas pelo Estado. Para proteger fábricas e a população de saqueadores, foram formadas forças policiais civis improvisadas em várias partes do país. As mais significativas foram estabelecidas pelos socialistas em novembro de 1918 para garantir a fundação da Primeira República Austríaca.
Em resposta à formação de milícias de direita em grande escala, as milícias operárias (Arbeiterwehren) foram mantidas mesmo após a restauração da ordem pública. Elas formaram o núcleo organizacional do futuro Schutzbund.
Em 1920, o Partido Social-Democrata da Áustria oficializou a fusão das várias milícias operárias em uma única milícia unificada, que inicialmente permaneceu desarmada. A decisão foi uma resposta às ameaças representadas pelo novo governo de Miklós Horthy na Hungria e por grupos paramilitares de direita que cruzavam a fronteira vindos da Baviera. Durante os conflitos com milicianos húngaros pelo controle do Burgenland, a milícia operária consolidada recebeu armas do Estado austríaco.

#### Desenvolvimento

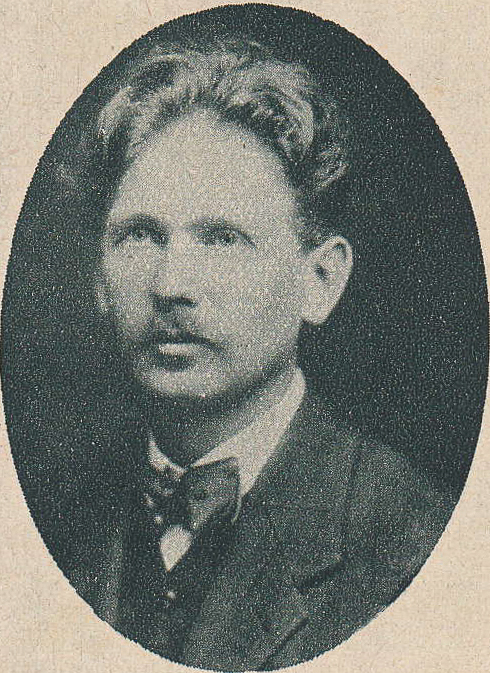
Julius Deutsch, um dos fundadores do Republikanischer Schutzbund

Em 1921, Julius Deutsch, que havia sido ministro da Defesa da Áustria, defendeu a transformação da única milícia operária unificada do país em uma organização partidária consolidada e bem organizada. Após debates internos, Deutsch propôs em 1922 a criação do Republikanischer Schutzbund, que foi registrado oficialmente junto ao governo federal em 1923.
Entre 1923 e 1927, houve diversos confrontos entre as principais forças políticas do período e seus grupos paramilitares — os socialistas com o Schutzbund e o partido conservador Partido Social Cristão com as Heimwehr (Guarda Nacional) e outras organizações paramilitares. O Partido Nazista Austríaco também crescia em importância, entrando em confronto tanto com socialistas quanto com conservadores cristãos.

### Revolta de Julho de 1927

#### Antecedentes
Em janeiro de 1927, membros do Schutzbund de Schattendorf, no estado de Burgenland, entraram em confronto com integrantes da associação de ex-combatentes de direita (Frontkämpfervereinigung), ligada à Heimwehr. O incidente resultou em um ataque dos direitistas, que abriram fogo contra os socialistas, matando um veterano de guerra e uma criança de seis anos.
O caso gerou protestos em toda a Áustria, culminando na Revolta de Julho de 1927.

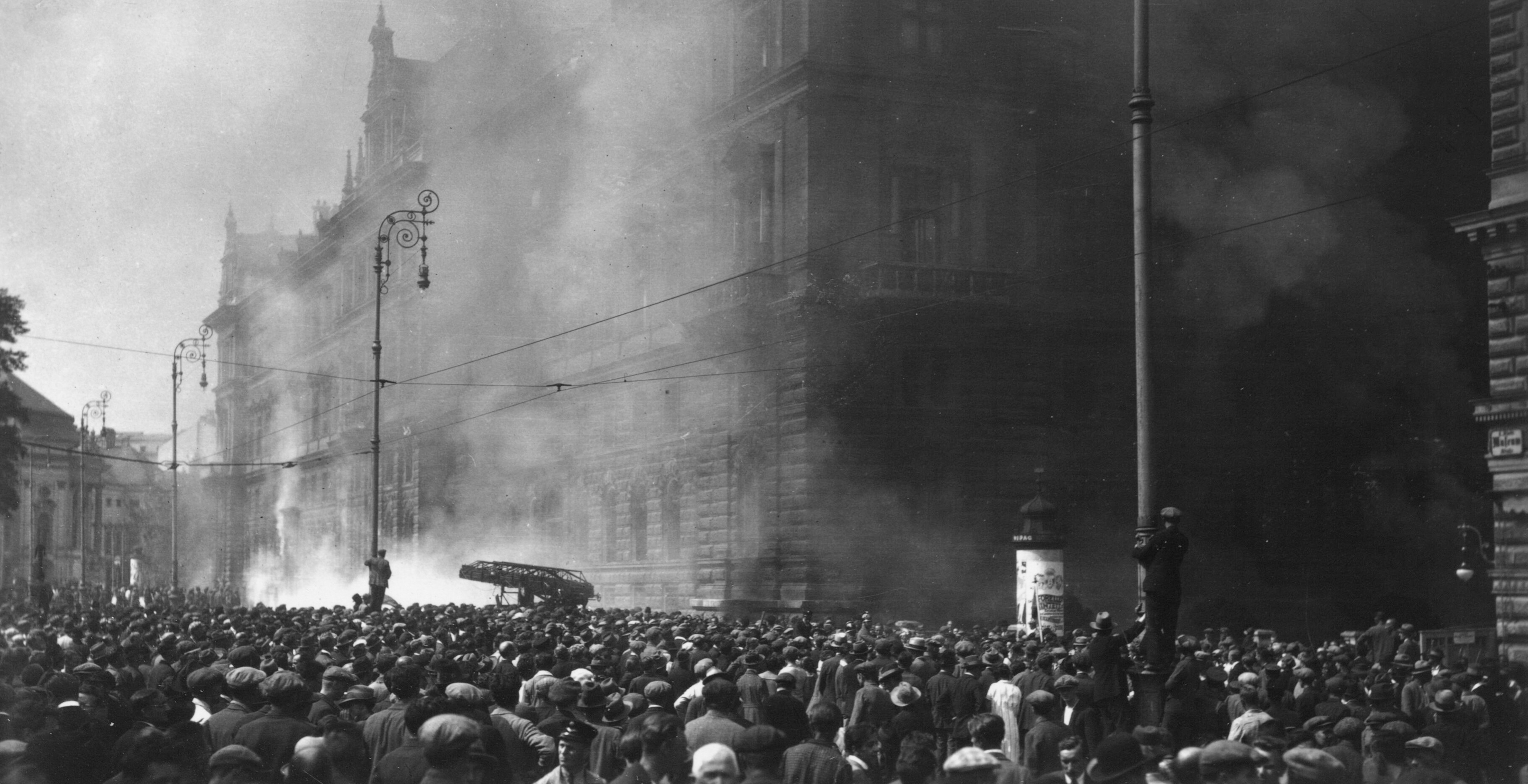
Manifestantes diante do incêndio no Palácio da Justiça de Viena durante a Revolta de Julho de 1927

#### Consequências
A repressão à revolta resultou em 84 mortes e mais de mil feridos, incluindo 11 mortos e 34 feridos entre os membros do Schutzbund.